# Peter Styles (géologue)
Peter Styles (né en septembre 1950 ) est un géologue britannique . Il est professeur de géophysique appliquée et environnementale à l'Université de Keele.

## Biographie
Après avoir grandi dans le Northumberland, il étudie la physique au Wadham College d'Oxford et obtient son diplôme en 1972. Il étudie ensuite pour un doctorat à l'Université de Newcastle upon Tyne sur la tectonique des plaques dans la vallée du Rift en Afrique de l'Est. En plus de la tectonique des plaques, Styles se spécialise dans la détection de chantiers miniers abandonnés en utilisant la microsismologie et la microgravité. Il est ancien président de la Société géologique de Londres .
Styles effectue deux mandats au conseil d'administration du British Geological Survey et conseille le gouvernement britannique sur le stockage souterrain des déchets nucléaires . En 2008, il participe à une visite à l'Université du roi Abdulaziz de Djeddah pour mettre en place l'accréditation des diplômes en géosciences par la Geological Society . Styles étudie également le bruit à basse fréquence généré par les parcs éoliens .